# Конфликт на кыргызско-таджикской границе (2021)
Кыргызско-таджикский пограничный конфликт 2021 года — вооружённые столкновения между военнослужащими Таджикистана и Кыргызстана в апреле-мае 2021 года.

## Предыстория
Кыргызстан и Таджикистан разделяют более 900 километров государственной границы. При этом около половины линии не демаркировано, из-за чего у приграничных жителей обоих государств возникают проблемы из-за доступа к воде, пастбищам и дорогам. Спорные территории в длину составляют примерно 30 % от границы двух стран.

## Ход событий
Конфликт предположительно начался из-за водораспределительного пункта «Головной» в верховьях реки Исфара вблизи таджикского села Ходжа Аъло и кыргызского села Кёк-Таш. Власти обеих стран считают, что он находится на их территории. Весной и летом, когда начинаются сельхозработы, расход воды увеличивается в десятки раз, и конфликты между киргизскими и таджикскими гражданами обостряются.
28 апреля 2021 года представители таджикской стороны попытались установить на столбе ЛЭП возле водозабора камеры видеонаблюдения, позволяющие отслеживать распределение воды. Представители кыргызской стороны возмутились и кыргызские пограничники начали спиливать столб. После этого таджикские и кыргызские жители стали забрасывать друг друга камнями.
28 апреля погранведомство Таджикистана сообщило, что, «Кыргызская Республика в одностороннем порядке оккупировала данное сооружение и против мирного таджикоязычного населения приграничных районов использует возможности бойцов специального назначения, переодетых в гражданскую форму». В этот же день МИД Таджикистана вручил ноту протеста послу Кыргызстана в связи с избиением двух несовершеннолетних граждан Таджикистана пограничниками Кыргызстана. Информация об избиении активно распространялась в таджикском сегменте интернета. Позже погранведомство Таджикистана признало, что информация о задержании таджикских школьников не соответствует действительности.
Ранним утром 29 апреля жители таджикского села Сомониён (Майский) стали бросать камни в автомобили, проезжающие по дороге Ош — Исфана. Проезжавшие машины граждан Кыргызстана с таджикской стороны обстреливали из охотничьих ружей. Со стороны Таджикистана была обстреляна кыргызская воинская часть в селе Кёк-Таш.
Граждане Таджикистана заблокировали автодорогу, которая соединяет два района Кыргызстана, в ответ кыргызская сторона заблокировала дорогу в таджикский анклав Ворух.
По заявлению кыргызских властей, около 17:00 29 апреля таджикские военные открыли огонь по кыргызским пограничным заставам «Капчыгай», «Мин-Булак», «Достук», а также пограничным постам «Кожогар» и «Булак-Баши». В результате обстрела из миномётов загорелось здание кыргызской пограничной заставы «Достук».
Пограничная служба Кыргызстана сообщила, что в ответ отряд специального назначения «Бору» пограничной службы Кыргызстана захватил таджикскую пограничную заставу «Ходжа Аъло». Погранведомство Таджикистана заявило, что данная информация является фейком и носит характер провокации.
Конфликт также распространился на Лейлекский район Баткенской области Кыргызстана, где в приграничных кыргызских сёлах Арка и Максат пограничники двух стран начали интенсивную перестрелку.
Московский центр Карнеги:
О том, что обострение было не спонтанным, говорит и то, что Душанбе просто не смог бы так быстро мобилизовать военную технику в таком количестве без предварительной подготовки. В СМИ и в соцсетях много видеодоказательств того, что армия Таджикистана заранее вырыла окопы и пригнала к границам всю свою мощь: танки Т-72, боевые вертолеты Ми-24, которые сбрасывали неуправляемые авиационные ракеты С-5, бронетранспортеры БТР-70, гранатометы РПГ-7.
Главам министерств иностранных дел Кыргызстана и Таджикистана к вечеру 29 апреля удалось договориться о прекращении огня в районе границы, о совместном патрулировании и мониторинге обстановки в приграничной зоне.
Однако 30 апреля взаимные обстрелы продолжились.
1 мая кыргызские власти заявили о передвижении тяжелой военной техники со стороны Таджикистана в район границы между государствами и объявили об обстреле своей территории. Власти Таджикистана это опровергли.
1 мая делегации во главе с председателями государственных комитетов национальной безопасности Таджикистана и Кыргызстана Саймумина Ятимова и Камчыбека Ташиева обменялись мнениями по вопросу делимитации и демаркации таджикско-кыргызской границы. Топографическим рабочим группам было поручено в ближайшее время приступить к описанию государственной границы на оставшихся участках. Была достигнута договорённость о немедленном возвращении военной техники на места их постоянной дислокации.
Президент Кыргызстана Садыр Жапаров объявил общенациональный траур 1-2 мая по погибшим во время конфликта, в стране приспустили государственные флаги. В Бишкеке состоялся митинг, участники которого требовали выдать им оружие для защиты границы Кыргызстана.

## Потери сторон
В результате вооружённого конфликта погибли 36 граждан Кыргызстана, из них 3 военнослужащих, остальные — мирные граждане, в том числе 2 малолетних ребёнка. Получили ранения около 190 граждан, большая часть из них находилась в крайне тяжелом состоянии. Более 58 тысяч человек были эвакуированы из зоны конфликта.
Всего по Баткенской области были сожжены более 100 объектов, из них 78 жилых домов, 2 школы, 1 ФАП, 1 детский сад, 1 здание ОВД, 3 погранзаставы, 10 АЗС, 8 магазинов. У многих пострадавших угнали домашний скот, у некоторых — машины.
СМИ Таджикистана сообщили о 20 погибших [из них 11 военнослужащих] и 88 раненых с таджикской стороны.

## Международная реакция
- Россия. Министерство иностранных дел России заявило о необходимости достижения между правительствами Киргизии и Таджикистана долгосрочного соглашения по предотвращению новых приграничных столкновений[25]: Призываем стороны путем дальнейших переговоров — в духе союзничества и добрососедства — выйти на устойчивые и долговременные договоренности, позволяющие нормализовать ситуацию, принять эффективные меры для недопущения повторения подобных инцидентов.
- Казахстан. Президент Казахстана Касым-Жомарт Токаев выразил президенту Киргизии Садыру Жапарову соболезнования в связи с человеческими жертвами в результате конфликта[26]. Также состоялся телефонный разговор Токаева с Рахмоном. Токаев высказал обеспокоенность по поводу напряженной ситуации на границе с Киргизией, что представляет собой угрозу безопасности обоих соседних государств и их граждан[27]. 6 мая Токаев поручил оказать Киргизии гуманитарную помощь и отправить 10 тысяч тонн муки[28].
- Узбекистан. Узбекистан предложил свою помощь в урегулировании конфликта[29]. 3 мая глава МИД Узбекистана посетил посольство Киргизии в Ташкенте и выразил соболезнования в связи с трагическими событиями на киргизско-таджикистанской границе[30].
- Турция. Глава турецкой дипломатии Мевлют Чавушоглу сообщил о готовности Анкары оказать необходимую помощь в решении разногласий между двумя странами. Чавушоглу также выразил удовлетворение соглашением о прекращении огня между Таджикистаном и Кыргызстаном[31].
- Европейский союз. Европейский союз приветствовал соглашение о прекращении огня, достигнутое 30 апреля, и выразил сожаление по поводу насилия и сочувствие к тем, кто потерял родственников или друзей[32].
- Иран. Официальный представитель министерства иностранных дел Ирана Саид Хатибзаде заявил, что Иран обеспокоен боевыми действиями между двумя дружественными и братскими странами Таджикистаном и Киргизией и предлагает содействие в продвижении переговоров[33].
- Пакистан. Пакистан высоко оценил прекращение огня[34][35].